# Gipcy
Gipcy – miejscowość i gmina we Francji, w regionie Owernia-Rodan-Alpy, w departamencie Allier.

## Demografia
Według danych na rok 1990 gminę zamieszkiwały 273 osoby, a gęstość zaludnienia wynosiła 10 osób/km². W styczniu 2015 r. Gipcy zamieszkiwały 234 osoby, przy gęstości zaludnienia wynoszącej 8,6 osób/km².